# Borovice Krempfova
Borovice Krempfova (Pinus krempfii) je velká, ve Vietnamu endemicky se vyskytující borovice, jedinečná svými širokými jehlicemi a schopností růst ve velmi hustých lesích.

## Synonyma
- Ducampopinus krempfii
- Pinus krempfii varieta poilanei.

## Popis
Stálezelený, jehličnatý a dlouhověký (dožívá se přes 1000 let) strom, dorůstající do výšky 55 m a šířky 30 m. Kmen je jednotlivý, často zesílený, a dosahující průměru 2,5 m. Koruna je široce kopulovitá. Borka je stříbrnošedá, šupinatě vločkovitá, odloupávající se po nepravidelných úlomcích; borka je prostoupena pryskyřičnými kanálky. Letorosty jsou hladké, s dolů zahnutými, 1 mm dlouhými, 2–4 rokem odpadávajícími, šupinatými základnami listů. Spodní větve starých stromů a mladých stromů ve stínu bývají velmi štíhlé a pomalu rostoucí, 1–4 cm dlouhé a 1,3 mm silné, se 2–10 roztroušenými svazečky na každoročních přírůstcích; letorosty nesoucí šišky jsou silnější, 5–10 cm dlouhé a 3–5 mm silné, s početnými svazečky.
Jehlice jsou kopinatě srpovité, ze všech stran zelené, na slabých letorostech zploštělé, se zploštělými svazečky, drženými naplocho v jedné rovině (jedinečná vlastnost mezi všemi borovicemi). Na silnějších letorostech jsou jehlice uspořádané všude okolo celého letorostu; jehlice jsou ve svazečcích (Fasciculus) po 2. Jehlice jsou u dospělých stromů 3–7 cm dlouhé a 2–7 mm široké, u mladistvých stromů jsou výrazně větší, dlouhé až 15 cm. Svazečkové pochvy jsou tvořeny několika širokými, ostrými a střídavě uspořádanými šupinami; každá šupina je výrazně delší než ta předcházející, s nejdelšími dlouhými 15 mm; svazečkové pochvy brzy opadávají.
Samčí šištice někdy rostou na visících, malých, slabých a střapcovitých letorostech, s několika anebo žádnými svazečky jehlic. Samičí šištice – šišky jsou ve zralém stavu 3,5–9,5 cm dlouhé, vejčité, oranžovohnědé. Rostou na 7–15 mm dlouhých a 4–5 mm tlustých zakřivených stopkách, čímž visí dolů; vyskytují se jednotlivě nebo v přeslenech po 3. Výrůstky (Apophysis) mají vyvýšený příčný, 3–4 mm silný hřbet. Přírůstek prvního roku (Umbo) je malý, beztrnný, dobře vymezený a hřbetmího umístění, bez těsnicího pásku, zato s malým, 0,5 mm velkým, zašpičatělým koncem. Semena jsou 4–5 mm dlouhá. Křídla semen jsou členitá, 10–15 mm dlouhá. Semena dozrávají červenec-září.

## Výskyt
Domovinou stromu je Vietnam (provincie Khánh Hòa, provincie Lâm Đồng a provincie Ninh Thuận), kde se vyskytuje endemicky.

## Ekologie
Borovice Krempfova roste v nadmořských výškách 1200–2000 m ve vlhkém, subtropickém klimatu, ve velmi hustých tropických deštných lesích. Strom není příliš mrazuvzdorný, snáší teploty pouze do –1 °C. Půdy černošedé nebo jílové, vlhké, s velkým množstvím humusu. Dokáže růst se stálezelenými rostlinami z čeledi bukovitých (Fagaceae) a vavřínovitých (Lauraceae), se kterými je, jako jedna z mála borovic, schopna úspěšně soupeřit v hustých porostech tropického deštného lesa s uzavřeným (přehoustlým) zápojem v horní vrstvě stromového patra (koruny stromů tvoří hustou, stálezelenou a uzavřenou, pro světlo těžko propustnou klenbu). Dále stromu tvoří společnost například borovice Pinus dalatensis, cypřiškům příbuzná Fokienia hodginsii, Dacrydium elatum, Symingtonia populnea a další.

## Využití člověkem
Kvalitní měkké, lehké a málo pryskyřičnaté dřevo nebylo v minulosti pro vzácnost stromu příliš používáno. Současná zákonná ochrana zakazuje komerční využití stromu (pro dřevo i jinak). Nicméně v některých oblastech výskytu stromu bylo zaznamenáno nezákonné kácení.

## Ohrožení
Strom je považován za zranitelný a blíží se stavu ohrožený, ve Vietnamu je již považován za ohrožený. Jeho populace klesá. Největším nebezpečím pro borovici Krempfovu je roztříštění míst jejího výskytu v důsledku rozvoje infrastruktury. Další nebezpečí představuje zvýšený výskyt lesních požárů v kraji v důsledku přeměny lesů v nižších nadmořských výškách na lesy borovice Pinus kesiya, která snadno podléhá ohni, a též neoprávněné zásahy do chráněných oblastí při pěstování kávy. Nedávná výstavba nové státní dálnice v chráněných oblastech, kde se borovice Krempfova vyskytuje, narušila některá stanoviště této borovice a zpřístupnila dříve nepřístupné oblasti, čímž pravděpodobně v budoucnosti dojde ke snížení kvality míst výskytu této borovice. Většina stanovišť borovice Krempfovy se nicméně nalézá v chráněných oblastech.